# Llei de Wirth
La llei de Wirth és un adagi sobre el rendiment de l'ordinador que estableix que el programari cada vegada és més lent que el maquinari. El refrany porta el nom de Niklaus Wirth, que en va parlar en un article de 1995, "A Plea for Lean Software".

## Història
Wirth va atribuir la dita a Martin Reiser, que en el pròleg del seu llibre sobre el sistema Oberon va escriure: "L'esperança és que el progrés del maquinari solucioni tots els mals del programari. No obstant això, un observador crític pot observar que el programari aconsegueix superar el maquinari en mida i lentitud. " Altres observadors ja ho havien assenyalat des de feia temps; de fet, la tendència es feia evident el 1987.
Afirma dos factors que contribueixen a l'acceptació de programari cada vegada més gran: "el rendiment del maquinari que creix ràpidament" i "el desconeixement dels clients de les característiques essencials en comparació amb el bon fet de tenir". La comoditat i la funcionalitat millorades de l'usuari justifiquen suposadament l'augment de la mida del programari, però Wirth argumenta que la gent cada vegada interpreta malament la complexitat com a sofisticació, que "aquests detalls són bonics però no essencials i tenen un cost ocult". Com a resultat, demana la creació de programari "més fi" i va ser pioner en el desenvolupament d'Oberon, un sistema de programari desenvolupat entre el 1986 i el 1989 basat solament en el maquinari. El seu objectiu principal era demostrar que el programari es pot desenvolupar amb una fracció de la capacitat de memòria i la potència del processador generalment necessaris, sense sacrificar la flexibilitat, la funcionalitat o la comoditat de l'usuari.

## Altres noms
La llei es va reformular el 2009 i es va atribuir a Larry Page, fundador de Google. S'ha conegut com la llei de Page. El primer ús d'aquest nom s'atribueix a Sergey Brin a la Conferència d'E/S de Google de 2009.
Altres formes habituals utilitzen els noms de les principals empreses de maquinari i programari de la dècada de 1990, Intel i Microsoft, o els seus consellers delegats, Andy Grove i Bill Gates, per exemple "El que dona Intel, Microsoft ho treu" i la llei d'Andy i Bill : "El que dona Andy, Bill ho treu".
La llei de Gates ("La velocitat del programari es redueix a la meitat cada 18 mesos") és una variant de la llei de Wirth, que pren el seu nom de Bill Gates, cofundador de Microsoft. S'observa que la velocitat del programari comercial generalment disminueix un 50% cada 18 mesos, negant així tots els avantatges de la llei de Moore. Això es pot produir per diversos motius: fluïdesa de característiques, incrustació de codi, mandra del desenvolupador, manca de finançament, actualitzacions forçades, portatge forçat (a un sistema operatiu més recent o per donar suport a una nova tecnologia) o un canvi de gestió amb una filosofia de disseny que no coincideix amb l'anterior gerent..
La llei de May, que porta el nom de David May, és una variant que afirma: "L'eficiència del programari es redueix a la meitat cada 18 mesos, compensant la llei de Moore".